# 1996年孟加拉國總統選舉
1996年孟加拉國總統選舉於該年7月23日舉行。執政黨提名的沙哈布丁·艾哈邁德獲選為總統，接替五年任期已滿的阿卜杜勒·拉赫曼·比斯瓦斯。宣誓儀式於1996年10月9日舉行。